# Abu l-Hasan al-Bakri
Abū l-Ḥasan Aḥmad b. ʿAbd Allāh al-Bakrī (in arabo ﺍﺑﻮ ﺍﻟﺤﺴﻦ ﺍﺣﻤﺪ ﺑﻦ ﻋﺒﺪ الله ﺍﻟﺒﻜﺮﻱ‎?; ... – dopo il 1294-95/694 del calendario islamico) è stato un agiografo musulmano.
Considerato dagli studiosi musulmani non particolarmente affidabile e finanche "mentitore" (kadhdhāb), fu nondimeno autore di un'opera fantasiosa sulla nascita e la gioventù di Maometto, precocemente tradotta nel XII secolo in latino da Ermanno di Carinzia, su incarico di Pietro il Venerabile: il Kitāb al-anwār [wa miftāḥ as-surūr wa l-afkār fī mawlid al-nabī al-mukhtār] (Libro delle luci...), sotto il titolo De generatione Mahumet et nutritura ejus, che fu studiato anche da Ludovico Marracci, il quale parlava dell'autore chiamandolo Albacarius o Albakarius, ma anche (per un refuso) Albocarius e Albocharius, citando la sua opera come Splendorum (o De Splendoribus).